# Ryan Seggerman
Ryan Seggerman, né le 6 août 1999 à San Diego, est un joueur de tennis américain, professionnel depuis 2023.

## Biographie
Seggerman étudie à l'université de Princeton puis à l'université de Caroline du Nord.

### Carrière professionnelle

#### 2022-2023: spécialisation en double et victoires en Challenger
Seggerman fait ses débuts professionnelle en 2023 ; cette année, il remporte son premier titre sur le circuit ITF en simple. Avec son compatriote Patrik Trhac (en), il remporte près de dix tournois des circuits ITF et Challenger entre juillet et août 2023, lui permettant d'intégrer le top 250 mondial en fin d'année.

#### 2024-2025: arrivée sur le circuit ATP et premières participations aux Grand Chelem
En 2024, la paire reçoit une wild card pour le tournoi d'Indian Wells, Seggerman fait ses débuts sur le circuit ATP. Au premier tour, alors confrontés aux têtes de série numéro 8, ils remportent leur match en trois sets. Le duo est cependant éliminé au tour suivant par les futurs vainqueurs du tournoi. Après avoir remporté près de treize tournois consécutivement sur les circuits inférieurs, la paire est invitée à participer au tournoi de Bois-le-Duc, leur deuxième tournoi ATP. Seggerman est éliminé dès le premier tour ; néanmoins, ses résultats lui permettent d'intégrer le top 100 mondial en double. En septembre, il perd en finale du tournoi de Szczecin mais grimpe à la 83e place du classement ATP. Seggerman reçoit une wild card pour le double de l'US Open 2024, faisant sa première expérience en Grand Chelem. Il ne passe toutefois pas le premier tour.
Début 2025, il se qualifie pour le double de l'Open d'Australie avec Rithvik Bollipalli, ils échouent dès le premier tour. En mai, il se qualifie pour le double des Internationaux de France et remporte son premier match face à une paire française. En seizièmes de finale, il est battu.

## Classements ATP en fin de saison
| Année          | 2022 | 2023 | 2024 |
| Rang en simple | 1283 | 629  | 419  |
| Rang en double | 2094 | 218  | 83   |

Source : (en) Classements de Ryan Seggerman sur le site officiel de la Fédération internationale de tennis